# دو و میدانی در المپیک تابستانی ۱۹۲۴
دو و میدانی در بازی‌های المپیک تابستانی ۱۹۲۴ نام رویداد ورزش دو و میدانی در بازی‌های المپیک تابستانی بود که در سال ۱۹۲۴ برگزار شد.

## نتایج
| رویداد               | طلا                                                                                        | نقره                                                                                | برنز                                                                     |
| ۱۰۰ متر              | هارولد آبراهامز · بریتانیای کبیر                                                           | جکسون شولز · ایالات متحده آمریکا                                                    | آرتور پرورت، بارون پورتت · نیوزیلند                                      |
| ۲۰۰ متر              | جکسون شولز · ایالات متحده آمریکا                                                           | چارلی پدوک · ایالات متحده آمریکا                                                    | اریک لیدل · بریتانیای کبیر                                               |
| ۴۰۰ متر              | اریک لیدل · بریتانیای کبیر                                                                 | هوراشیو فیچ · ایالات متحده آمریکا                                                   | گای باتلر · بریتانیای کبیر                                               |
| ۸۰۰ متر              | داگلاس لو · بریتانیای کبیر                                                                 | پل مارتین · سوئیس                                                                   | شویلر ناک · ایالات متحده آمریکا                                          |
| ۱۵۰۰ متر             | پاوو نورمی · فنلاند                                                                        | ویلی شیرر · سوئیس                                                                   | اچ.بی. استالارد · بریتانیای کبیر                                         |
| ۵۰۰۰ متر             | پاوو نورمی · فنلاند                                                                        | ویله ریتولا · فنلاند                                                                | ادوین واید · سوئد                                                        |
| ۱۰٬۰۰۰ متر           | ویله ریتولا · فنلاند                                                                       | ادوین واید · سوئد                                                                   | ارو بری · فنلاند                                                         |
| ۱۱۰ متر با مانع      | دنیل کینزی · ایالات متحده آمریکا                                                           | سید آتکینسون · آفریقای جنوبی                                                        | استن پترسون · سوئد                                                       |
| ۴۰۰ متر با مانع      | مورگان تیلور · ایالات متحده آمریکا                                                         | ارکی ویلن · فنلاند                                                                  | ایوان ریلی · ایالات متحده آمریکا                                         |
| ۳٬۰۰۰ متر با مانع    | ویله ریتولا · فنلاند                                                                       | الیاس کاتز · فنلاند                                                                 | پل بونتام · فرانسه                                                       |
| ۴×۱۰۰ متر امدادی     | ایالات متحده آمریکا (USA) · لورن مورچیسون · لوئیس کلارک · فرانک هاسی · ال لکونی            | بریتانیای کبیر (GBR) · هارولد آبراهامز · والتر رانگلی · ویلفرد نیکول · لانسلوت رویل | هلند (NED) · یان ده فریس · یاپ بوت · هری بروس · رینوس فان دن برگ         |
| ۴×۴۰۰ متر امدادی     | ایالات متحده آمریکا (USA) · کومودور کاکرن · آلن هلفریچ · اولیور مک‌دونالد · ویلیام استونسون | سوئد (SWE) · آرتور سونسون · اریک بیلن · گوستاف وینارت · نیلز انگدال                 | بریتانیای کبیر (GBR) · ادوارد تام · جرج رنویک · ریچارد ریپلی · گای باتلر |
| ۳۰۰۰ متر رقابتی تیمی | فنلاند (FIN) · پاوو نورمی · ویله ریتولا · الیاس کاتز                                       | بریتانیای کبیر (GBR) · برت رام مک‌دونالد · هربرت جانستون · جرج وبر                   | ایالات متحده آمریکا (USA) · ادوارد کربی · بیل کاکس · ویلارد تبتس         |
| ماراتن               | آلبین استنروس · فنلاند                                                                     | رومئو برتینی · ایتالیا                                                              | کلارنس دیمار · ایالات متحده آمریکا                                       |
| ۱۰ کیلومتر پیاده‌روی  | اوگو فریجریو · ایتالیا                                                                     | گوردون گودوین · بریتانیای کبیر                                                      | سسیل مک‌مستر · آفریقای جنوبی                                              |
| دو صحرانوردی انفرادی | پاوو نورمی · فنلاند                                                                        | ویله ریتولا · فنلاند                                                                | ارل جانسون · ایالات متحده آمریکا                                         |
| دو صحرانوردی تیمی    | فنلاند (FIN) · پاوو نورمی · ویله ریتولا · هیکی لیماتاینن                                   | ایالات متحده آمریکا (USA) · ارل جانسون · آرتور استادنروت · اگوست فگر                | فرانسه (FRA) · آنری لووو · گاستون اوئه · موریس نورلان                    |
| پرش ارتفاع           | هارولد آزبورن · ایالات متحده آمریکا                                                        | لیروی براون · ایالات متحده آمریکا                                                   | پیر لودن · فرانسه                                                        |
| پرش با نیزه          | لی بارنز · ایالات متحده آمریکا                                                             | گلن گراهام · ایالات متحده آمریکا                                                    | جیمز بروکر · ایالات متحده آمریکا                                         |
| پرش طول              | دهارا هابرد · ایالات متحده آمریکا                                                          | ادوارد گوردین · ایالات متحده آمریکا                                                 | سورهٔ هانسن · نروژ                                                        |
| پرش سه‌گام            | نیک وینتر · استرالیا                                                                       | لوئیس برونتو · آرژانتین                                                             | ویلهو تولوس · فنلاند                                                     |
| پرتاب وزنه           | باد هوسر · ایالات متحده آمریکا                                                             | گلن هارترانفت · ایالات متحده آمریکا                                                 | رالف هیلز · ایالات متحده آمریکا                                          |
| پرتاب دیسک           | باد هوسر · ایالات متحده آمریکا                                                             | ویلهو نیتیما · فنلاند                                                               | تام لیب · ایالات متحده آمریکا                                            |
| پرتاب چکش            | فرد توتل · ایالات متحده آمریکا                                                             | مت مک‌گرا · ایالات متحده آمریکا                                                      | مالکوم نوکس · بریتانیای کبیر                                             |
| پرتاب نیزه           | یونی مورا · فنلاند                                                                         | گونار لیندستروم · سوئد                                                              | یوجین اوبرست · ایالات متحده آمریکا                                       |
| پنج‌گانه              | ارو لهتونن · فنلاند                                                                        | المیر سامفی · مجارستان                                                              | رابرت لژاندر · ایالات متحده آمریکا                                       |
| دهگانه               | هارولد آزبورن · ایالات متحده آمریکا                                                        | امرسون نورتون · ایالات متحده آمریکا                                                 | الکساندر کلومبرگ · استونی                                                |

## جدول مدال‌ها
| رتبه | کشور                      | طلا | نقره | برنز | مجموع |
| ۱    | ایالات متحده آمریکا (USA) | ۱۲  | ۱۰   | ۱۰   | ۳۲    |
| ۲    | فنلاند (FIN)              | ۱۰  | ۵    | ۲    | ۱۷    |
| ۳    | بریتانیای کبیر (GBR)      | ۳   | ۳    | ۵    | ۱۱    |
| ۴    | ایتالیا (ITA)             | ۱   | ۱    | ۰    | ۲     |
| ۵    | استرالیا (AUS)            | ۱   | ۰    | ۰    | ۱     |
| ۶    | سوئد (SWE)                | ۰   | ۳    | ۲    | ۵     |
| ۷    | سوئیس (SUI)               | ۰   | ۲    | ۰    | ۲     |
| ۸    | آفریقای جنوبی (RSA)       | ۰   | ۱    | ۱    | ۲     |
| ۹    | آرژانتین (ARG)            | ۰   | ۱    | ۰    | ۱     |
| ۹    | مجارستان (HUN)            | ۰   | ۱    | ۰    | ۱     |
| ۱۱   | فرانسه (FRA)              | ۰   | ۰    | ۳    | ۳     |
| ۱۲   | استونی (EST)              | ۰   | ۰    | ۱    | ۱     |
| ۱۲   | هلند (NED)                | ۰   | ۰    | ۱    | ۱     |
| ۱۲   | نیوزیلند (NZL)            | ۰   | ۰    | ۱    | ۱     |
| ۱۲   | نروژ (NOR)                | ۰   | ۰    | ۱    | ۱     |